# PATRAM
PATRAM (International Symposium on the Packaging and Transportation of Radioactive Materials) ist ein internationales Symposium für die Lagerung und den Transport von radioaktiven Materialien. Es ist eines der wichtigsten Foren weltweit für den Austausch zu diesem Thema und ist die einzige Konferenz, die sich ausschließlich mit diesem Thema befasst.
Die Tagung findet seit 1980 alle drei Jahre statt, im Wechsel jeweils einmal in den USA und darauffolgend in einem anderen Land. Das letzte Treffen fand 2019 in New Orleans statt, nächster Austragungsort ist 2023 Juan-les-Pins bei Antibes (Frankreich). An den Symposien beteiligen sich Experten aus Regierungen, Industrie und Wissenschaft, um Informationen über alle Aspekte der Lagerung und des Transports von radioaktiven Materialien auszutauschen. Behandelt werden sowohl militärische Aspekte, also etwa Transport und Lagerung von Atomwaffen, wie auch zivil genutzte radioaktive Materialien. Thematisiert werden beispielsweise der Castor und andere Transport- und Lagerbehälter für Atommüll.
Das Symposium wird vom US-Energieministerium finanziert. Es kooperiert mit der Internationalen Atomenergieorganisation (IAEO).